# Gerhard Etzel
Gerhard Etzel (* 3. Juni 1936) war von 1979 bis 2001 als Richter am Bundesarbeitsgericht in Kassel und Erfurt tätig.

## Leben
Etzel studierte Jura an den Universitäten Mainz und Frankfurt am Main. In Frankfurt absolvierte er 1961 das Erste Staatsexamen in Rechtswissenschaft. Nach dem Vorbereitungsdienst promovierte er ebenfalls in Frankfurt 1964 mit der Dissertation zum Thema „Die systematische Stellung der strafrechtlichen Zurechnungsunfähigkeit“. 
Nach der bestandenen Zweiten Staatsprüfung 1965 war er als Rechtsanwalt und  wissenschaftlicher Mitarbeiter am Bundesarbeitsgericht tätig. 1969 erfolgte seine Ernennung  zum Arbeitsgerichtsrat am Arbeitsgericht Kassel. Dort war er ab 1976 als Direktor tätig. Am 24. Juli 1979 wurde er ans Bundesarbeitsgericht berufen und war dort im Vierten Senat für Tarifrecht zuständig.